# Protungulatum donnae
Il protungulato (Protungulatum donnae) è un mammifero primitivo, vissuto nel Paleocene inferiore (circa 64 milioni di anni fa). I suoi resti sono stati ritrovati in Nordamerica, ed è considerato uno dei più antichi progenitori degli ungulati.

## Descrizione
Delle dimensioni di un grosso ratto, questo animale è conosciuto solo per scarsi resti fossili, principalmente ossa delle mascelle e della dentatura. Protungulatum è uno dei primi mammiferi ad aver sviluppato una dentatura adatta a frantumare cibo vegetale: nonostante i suoi denti mostrassero ancora caratteristiche primitive, la loro forma era lunga e bassa, simile a quella dei successivi condilartri.

## Classificazione
Descritto per la prima volta nel 1965, questo animale è stato immediatamente riconosciuto come un potenziale antenato degli ungulati. I suoi resti, tuttavia, sono stati inizialmente interpretati come risalenti al Cretaceo superiore, alla fine dell'era dei dinosauri. Successivi studi hanno dimostrato che la “fauna di Bugcreek” (come è chiamata l'associazione tra dinosauri e mammiferi primitivi) è in realtà composta da fossili di due epoche diverse (Cretaceo superiore e Paleocene inferiore) mischiati insieme. È probabile, quindi, che fossili come quelli appartenenti a Protungulatum e al “proto-primate” Purgatorius appartengano in realtà al Paleocene.
Ritrovamenti più recenti, avvenuti in Uzbekistan e risalenti senza dubbio al Cretaceo superiore, dimostrerebbero che mammiferi arcaici possedevano già una dentatura simile a quella degli ungulati. Questi animali, noti come Zhelestidae, potrebbero essere antenati dei Protungulatum.
Uno studio basato sulla scansione di un osso petroso isolato attribuito a Protungulatum ha indicato che alcune caratteristiche del labirinto osseo sono simili a quelle dei mammiferi mesozoici, e altre ancora avvicinerebbero Protungulatum ad alcuni mammiferi cenozoici del Sudamerica (Litopterna e Notoungulata) (Orliac e O'Leary, 2016).